# Phrynopus interstinctus
Espèce
Phrynopus interstinctus est une espèce d'amphibiens de la famille des Craugastoridae. 

## Répartition
Cette espèce est endémique de la province de Pachitea dans la région de Huánuco au Pérou. Elle se rencontre entre 3 100 et 3 180 m d'altitude dans la cordillère de Carpish.

## Publication originale
- Lehr & Oróz, 2012 : Two new species of Phrynopus (Anura: Strabomantidae) from the Cordillera de Carpish in central Peru (Departamento de Huánuco). Zootaxa, no 3512, p. 53-63.